# Bate-bate

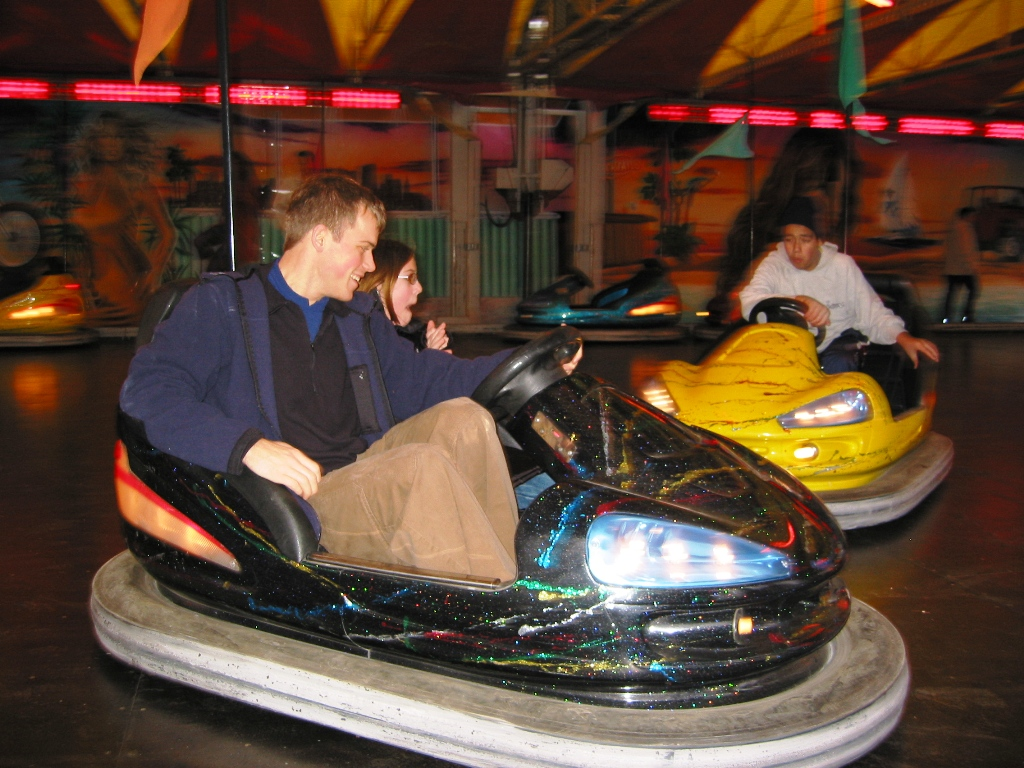
Bate-bate em um pequeno parque de diversões

Os bate-bate (português brasileiro) ou carrinhos de choque (português europeu), ou ainda carrinhos de batida (ingl.: bumper car), são um tipo de brinquedo de parque de diversão, consistindo de vários carros em movimento constante o qual se chocam uns com os outros para se divertirem, guiados pelos participantes, alimentados através de energia elétrica. Os carros são protegidos por um borracha grossa e produzem uma colisão elástica ao se chocarem, simulando uma batida de carro.
O inventor do carro bate-bate convencional é Victor Levand, que trabalhou para a G.E.

## Design
A energia é geralmente fornecida por um dos dois métodos:
- O método mais antigo e mais comum usa um piso condutivo e teto elétrico, cada uma com uma polaridade de alimentação separada. Contatos do veículo tocam o chão, enquanto um pólo montado toca o teto, formando um completo circuito elétrico.
- Um novo método usa alternando tiras de metais através do assoalho separados por espaçadores isolantes, e nenhuma grade no teto. As tiras alternadas realizam a oferta de energia, e os carrinhos de choque são grandes o suficiente para que o corpo do veículo cubra pelo menos duas tiras de cada vez. Um conjunto de pincéis sob o carro entram em contato com a tira aleatória que está abaixo, e a polaridade da tensão em cada contato é classificado para fora para sempre oferecer um circuito completo para operar o veículo.

## Galeria

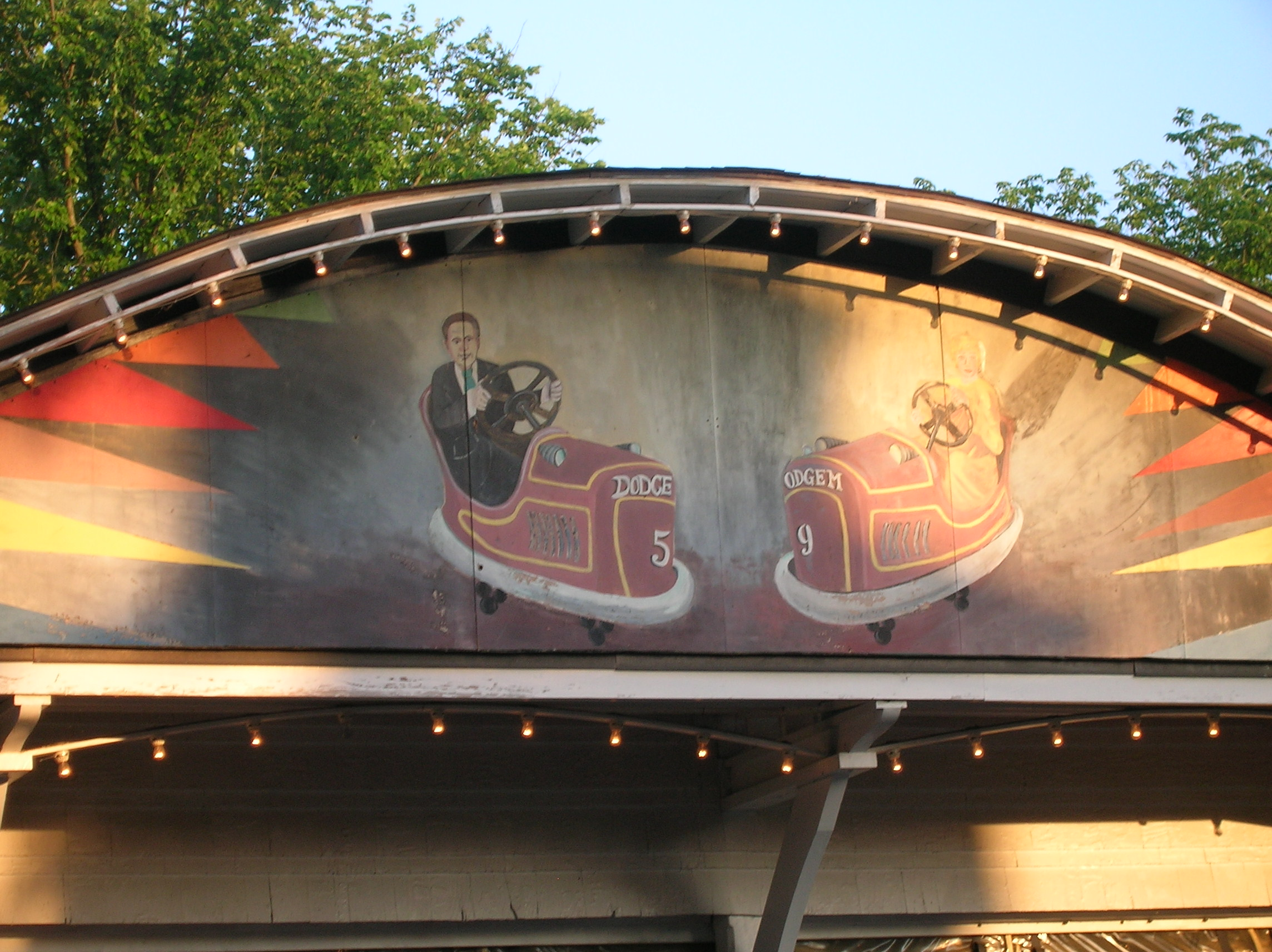
Pintura decorativa de um bate-bate
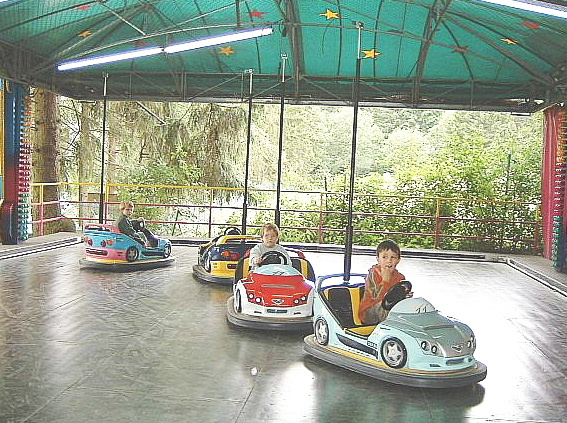
Bate-bate em "Taunuswunderland"
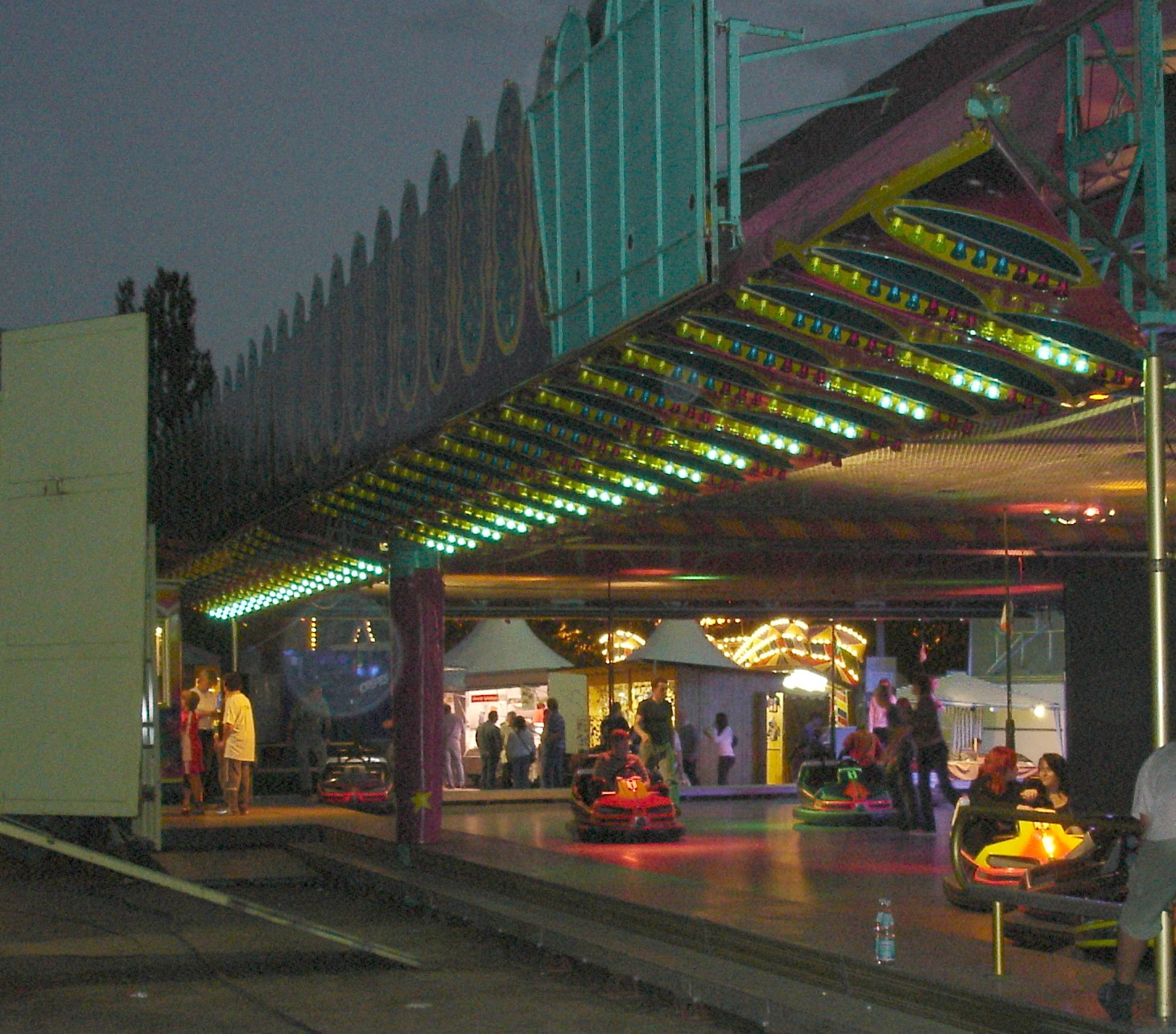
Bate-bate em Frankfurt
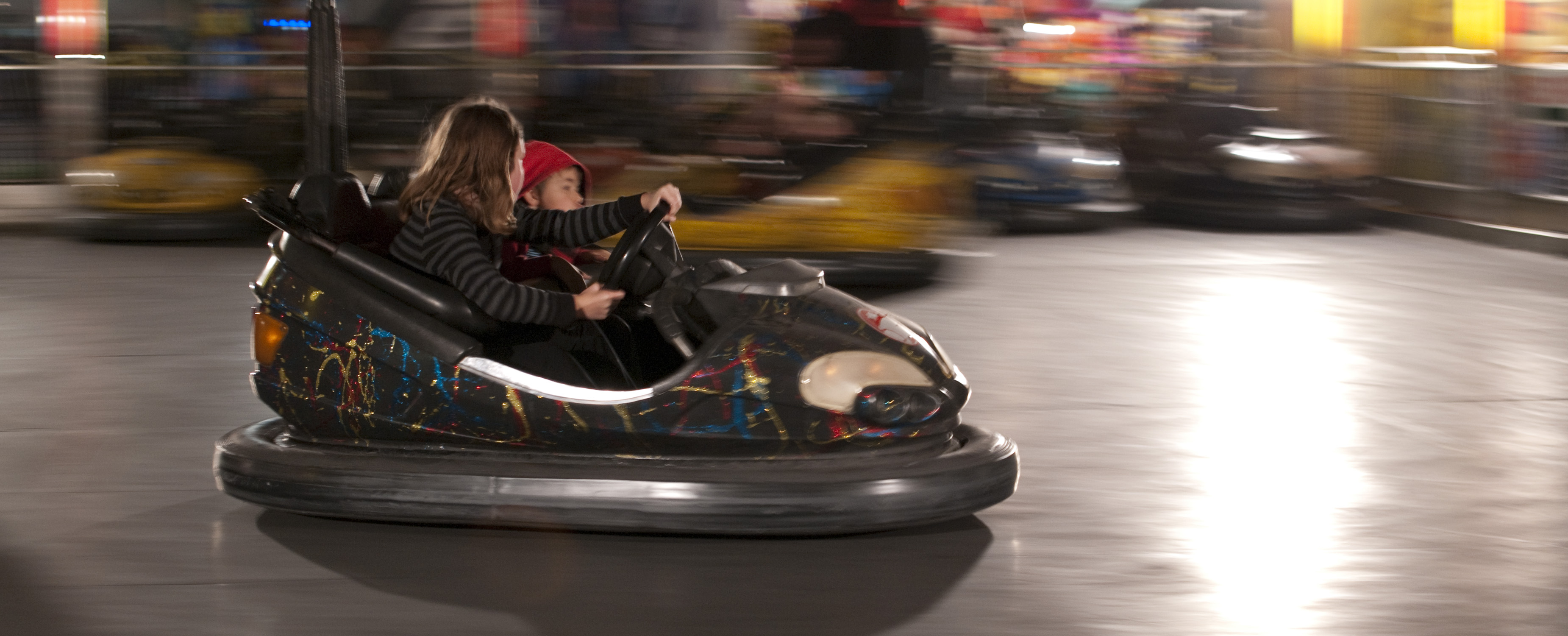
Apresentação de bate-bate.